# David Castro Díaz
David Castro Díaz (Santa Cruz de Tenerife, España, 26 de mayo de 1954) es un urólogo español, Secretario General de la Sociedad Internacional de Continencia, y profesor titular de Urología en el departamento de cirugía de la Universidad de La Laguna.

## Biografía
El Dr. Castro Díaz nació en Santa Cruz de Tenerife, España. Recibió su título de médico de la Universidad de La Laguna, en 1979. Completó su residencia en Urología en el Hospital Universitario de Canarias entre 1980-1984, y su especialización en Urología en el Western General Hospital de Edimburgo (1985) y Guy's Hospital, en el Reino Unido.
Castro Díaz concluyó su formación con una beca de investigación en Urología Pediátrica en el Departamento de Urología de la Universidad de Minnesota (1990-1991).

## Carrera profesional
El Dr. Castro Díaz comenzó su carrera profesional como médico adjunto de Urología en el Hospital Universitario de Canarias en 1985, donde es miembro del equipo de trasplantes de riñón. En 1990 se convirtió en profesor titular de Urología en la Universidad de La Laguna, donde es responsable de la Unidad de Urología Funcional y Femenina. Ha ocupado puestos directivos en organizaciones de Urología, como Vocal de Actividades Científicas y Vicepresidente de la Asociación Española de Urología, miembro del Consejo de la Escuela Europea de Urología (Oficina de Educación de la Asociación Europea de Urología) y Presidente de la Sociedad Iberoamericana de Neurourología y Uroginecología (SINUG) de 2012 a 2017. Es miembro del panel de directrices de la EAU para la disfunción miccional neurogénica.
En 2019 Castro Díaz fue nombrado Secretario General de la Sociedad Internacional de Continencia. También es editor de revistas científicas de urología, y ha sido editor jefe de Urologia Internationalis, y trabajó como revisor en European Urology, The Journal of Urology, Urology, and Neurology and Urodynamics.

## Investigación
La investigación del Dr. Castro Díaz incluye ensayos clínicos e investigaciones sobre el síndrome de vejiga hiperactiva, efectos urológicos de disfunciones neurogénicas y no neurogénicas, farmacoterapia para la incontinencia urinaria de esfuerzo, infecciones genitales y del tracto urinario en diabetes, intervención quirúrgica para la incontinencia urinaria de esfuerzo, urodinámica y otros temas científicos, incluyendo investigaciones acerca del papel que juega el sistema nervioso central en el control de la continencia urinaria.
Castro Díaz también asistió a la investigación colectiva al formar el Resumen de las Directrices de la Asociación Europea de Urología (EAU) sobre Neuro-Urología, y la Declaración de Consenso de la Asociación Europea de Urología y la Asociación Europea de Uroginecología sobre el uso de materiales implantados para tratar el prolapso de órganos pélvicos y la incontinencia urinaria de esfuerzo.

### Publicaciones
En 2020 el Dr. Castro Díaz tiene una bibliografía que incluye 160 artículos publicados con 2688 citas y paneles presentados en conferencias internacionales. Algunas de sus obras son:
- Guías de la EAU sobre disfunción neurogénica del tracto urinario inferior (2009)[13]

- El papel de la urgencia urinaria y su medición en el síndrome de síntomas de vejiga hiperactiva: conceptos actuales y perspectivas futuras (2005)[14]

- Estudio de fase III, aleatorizado, doble ciego, de grupos paralelos, controlado con placebo, multicéntrico para evaluar la eficacia y seguridad del agonista del adrenoceptor β3, Mirabegron, en pacientes con síntomas de vejiga hiperactiva (2013)[15]

- Resumen de las directrices de la Asociación Europea de Urología (EAU) sobre neuro-urología (2016)[11]

- Infecciones genitales y del tracto urinario en diabetes: impacto de la glucosuria inducida farmacológicamente (2014)[16]

- Una revisión de la adherencia al tratamiento farmacológico en pacientes con vejiga hiperactiva (2008)[17]